# Le Camp italien après la bataille de Magenta
Le Camp italien après la bataille de Magenta (en italien, Campo italiano alla battaglia di Magenta) est une œuvre de Giovanni Fattori datée de 1861, une peinture à l'huile sur toile de  232 sur 384 cm  conservée à la Galerie d'Art moderne à Florence.

## Histoire
Fattori remporta le concours Ricasoli avec cette peinture de bataille dont le sujet est la victoire de la coalition franco-piémontaise sur l'Empire austrois-hongrois lors de la campagne de Napoléon III.